# Niebo istnieje... naprawdę
Niebo istnieje... naprawdę (ang. Heaven Is for Real) – amerykański dramat z 2014 roku w reżyserii Randalla Wallace’a z udziałem Grega Kinneara, Kelly Reilly, Thomasa Hadena Churcha i Margo Martindale. Adaptacja powieści pastora Todda Burpo i Lynn Vincent pt.: Niebo istnieje... Naprawdę! (2010).

## Obsada
- Kelly Reilly jako Sonja Burpo
- Greg Kinnear jako Todd Burpo
- Jacob Vargas jako Michael
- Nancy Sorel jako dr Slater
- Mike Mohrhardt jako Jezus
- Jon Ted Wynne jako pan Jackson
- Darcy Fehr jako Lee Watson
- Darren Felbel jako pan Parker